# رامز جرايسي
رامز جرايسي (بالعبرية: ראמז ג'ראיסי‏) رئيس بلدية الناصرة السابق وأحد قادة الجبهة الديمقراطية للسلام والمساوة ولد في الرابع والعشرين من تشرين الأول أكتوبر في العام 1951 في مدينة الناصرة لعائلة مسيحية أرثوذكسية.
في عام 1969 أنهى دراسته الثانوية في مدرسة الجليل البلدية ليلتحق بعدها في تعليمه الاكاديمي حاصل على بكالوريوس لقب أول في الهندسة حيث درس الهندسة في تخصص هندسة ميكانيكية في المعهد الأسرائيلي للهندسة التطبيقية "التخنيون" - حيفا وقام أيضاً بدراسة الهندسة المدنية وحاز على درجة ماجستير فيها.
وفي فترات تعليمه كان من بين مؤسسي لجنة الطلاب العرب لدعم الطلاب العرب، لمكافحة واعطاء كل طالب عربي حقه بالكامل وكان رئيسها لعدة سنوات. وكان أحد المؤسسين لاتحاد لجان الطلاب الجامعيين العرب في إسرائيل، الذي تحول لاحقا إلى اتحاد الطلاب الجامعيين العرب.
في عام 1978 انتخب كقائم بأعمال رئيس بلدية الناصرة من قبل توفيق زياد
وبعد وفاته عام 1994 بحادث الطرق الشهير انتخب رئيساً لبلدية الناصرة ليتابع المسيرة الطويلة على خطى الرئيس السابق توفيق زياد. وفي شهر نوفمبر 1998 انتخب في انتخابات مباشرة رئيساً للبلدية وأعيد انتخابه رئيسًا لبلدية الناصرة خلال الأعوام 1998 و2002 و2008
متزوج من (د. حنان كركبي – جرايسي) ولهما ثلاث بنات: رغد، رلى وشادن.

## المناصب
شغل رامز جرايسي مناصب خلال فتره توليه رئاسة بلدية الناصرة وحتى 22 أكتوبر 2013:.
مناصب أخرى:
- عضو سكرتاريا جبهة الناصرة الديمقراطية والجبهة الديمقراطية للسلام والمساواة.
- رئيس اللجنة القطرية لرؤساء السلطات المحلية العربية.
- قائم بأعمال رئيس لجنة المتابعة العليا للجماهير العربية في إسرائيل.
- عضو إدارة مركز انجاز لتطوير الحكم المحلي في الوسط العربي
- نائب رئيس مركز الحكم المحلي في إسرائيل.
- عضو اللجنة اللوائية للتنظيم والبناء – لواء الشمال (الجليل).
- عضو إدارة صندوق الناصرة.